# Werner Feurer
Werner Feurer (* 27. April 1944 in Ternitz) ist ein ehemaliger österreichischer Politiker (SPÖ) und Gemeindebeamter. Er war von 1985 bis 2003 Abgeordneter zum Landtag von Niederösterreich.
Feurer besuchte nach der Volksschule eine Hauptschule und absolvierte danach eine Baufachschule. Im Jahr 1964 trat er in den Dienst der Stadtgemeinde Ternitz und übernahm im Jahr 1977 die Funktion des Stadtamtsdirektors. Für die SPÖ Niederösterreich zog er am 24. Jänner 1985 in den Landtag ein, 1993 wurde er zudem in den Gemeinderat von Ternitz gewählt. Feurer übernahm schließlich noch im Jahr 1993 das Amt des Bürgermeisters der Stadtgemeinde Ternitz und übte diese Funktion bis ins Jahr 2004 aus. Am 24. April 2003 schied Feurer schließlich aus dem Landtag aus. 